# Сим, Феликс Алексеевич
Феликс Алексеевич Сим (24 октября 1938, Хабаровский край, РСФСР, СССР — 6 ноября 2008, Петропавловск, Северо-Казахстанская область) — казахстанский учёный, организатор высшей школы, общественный деятель, кандидат философских наук (1971), профессор (1995). Отличник просвещения СССР (1987), почётный работник образования Республики Казахстан (2002).

## Биография
Родился 24 октября 1935 г. в селе Осиповка Хабаровского края в семье служащего Амурского речного военного флота.
В 1937 году в ходе депортации корейцев Дальнего Востока был переселен с семьей на территорию Казахстана, как и другие десятки тысяч семей. Семью Сима Ф. А. поселили в селе Дмитровке, Келлеровского района, Северо-Казахстанской области.
В 1955 году он окончил среднюю школу на станции Агадыр Карагандинской области и поступил на историко-филологический факультет Петропавловского педагогического института.

## Научная и трудовая деятельность
С 1960 года начал работать преподавателем истории и литературы в Петропавловском бухгалтерском техникуме. Затем в 1961 г. стал преподавателем в Северо-Казахстанском университете, где спустя время был назначен заведующим кафедрой.
В период с 1967 по 1970 гг. учился в очной аспирантуре института философии Академии Наук СССР в г. Москва. В 1971 году защитил кандидатскую диссертацию по теме: «К вопросу о природе категорий диалектики», присуждена ученая степень кандидата философских наук.
С 1971 по 1994 — Преподаватель, декан, проректор по учебной работе историко-филологического факультета Северо-Казахстанского университета.
С 1994 года он был первым проректором университета. Также он читал лекции в Петропавловском педагогическом институте им. Ушинского.
С 1992 по 2001 — Директор Северо-Казахстанского областного корейского культурного центра. Постоянный член областной и Республиканской Ассамблеи народа Казахстана.
Автор более 50 научных работ. Читал лекции в ведущих университетах страны, а также в учебных заведениях по повышению квалификации и переподготовки кадров. Являлся активным сторонником внедрения новейших западных технологий в обучение студентов, участником процесса реформирования сети учебных заведений Северо-Казахстанской области, участвовал в создании Северо-Казахстанского государственного университета им М. Козыбаева. С 1974 года утвержден в ученом звании доцента, а в 1995 году ему присвоено академическое звание профессора университета.
Сим Ф. А. много лет руководил областной организацией общества «Знание» в городе Петропавловск. Начиная с 2000 по 2002 годы, Сим Ф. А. возглавил школу-лицей «Дарын» для одаренных детей, а с 2002 по 2008 гг. являлся её научным руководителем.
Внес большой личный вклад в сохранение согласия, мира и дружбы между представителями этносов, населяющих родную область. Его активная жизненная позиция способствовала воспитанию у местной молодежи чувства толерантности, нового казахстанского патриотизма.
Скончался 6 ноября 2008 года, похоронен на Новом кладбище города Петропавловск.

## Награды
- Медаль «За доблестный труд» (1970);
- Почётный знак «Отличник народного просвещения Казахской ССР» (1982);
- Знак Всесоюзное общество Знание «За активную работу» (1983);
- Медаль «Ветеран труда» (1985);
- Награждён Почётной Грамотой Верховного Совета Казахской ССР (1985);
- Почётный знак «Отличник просвещения СССР» (1987);
- Почётный знак «Отличник высшего образования СССР» (1988);
- Почётный знак «За отличные успехи в работе. Высшая школа СССР» (1988);
- Указом Президента РК от 17 августа 1998 года награжден медалью «Астана»;
- Медаль «10 лет независимости Республики Казахстан» (2001);
- Почётный знак МОН РК «Почётный работник образования Республики Казахстан» (2002);
- Медаль «10 лет Конституции Республики Казахстан» (2005);
- Указом Президента РК от 25 августа 2005 года награжден медалью «Ерен еңбегі үшін» (За трудовое отличие) — за особые заслуги и общественную активность в области образования и науки и в связи с 70-летием со дня рождения;
- Золотая медаль имени Ахмета Байтурсынова — за многолетний плодотворный труд по написанию учебной литературы для вузов. (2006);
- Звание «Почётный гражданин Северо-Казахстанской области» (31 августа 2006);[4]